# Nybro glasbruk
Nybro glasbruk (dansk: Nybro glasværk) er et glasværk i Nybro i Nybro kommune, Kalmar län i Småland i Sverige.
Nybro glasværk, der er grundlagt i 1935, ligger i det område af Småland, der kaldes Glasriget.
Efter at være drevet som familiefirma i tre generationer blev firmaet krævet konkurs 2007 med henvisning til situationen på eksportmarkederne. Firmaet blev derefter overtaget af nogle ansatte. Ledelsen af selskabet deles mellem Åke Ernstsson og Johan Lindgren. Fram til konkursen fortsatte man med egen glasblæsning, men i begyndelsen startede de nye ejere ikke nogen egen produktion, først og fremmest på grund af at glasovnen bedømdes at være i for dårlig stand. I stedet fokuserede man på at købe glas fra andre bruk og udelukkende stå for efterbearbejdning og salg.